# Водич за слепе путнике
„Водич за слепе путнике“ (El Lazarillo de ciegos caminantes) написао је Алонсо Карио де ла Вандера (Alonso Carrió de la Vandera), познат и под именом Конколоркорво (Concolorcorvo). Био је шпански државни чиновник, путник у прекоморским колонијама, као и један од првих хиспаноамеричких прозних писаца. Трајно место у историјама књижевности завредео је делом које сведочи о високом степену колонијалне прозе. Ово врло разнородно штиво даје увид у културолошки аспекат једне цивилизације, са мноштвом географских, демографских и лингвистичких карактеристика.

## Живот и стваралаштво Алонса Карија де ла Вандере
Алонсо Карио де ла Вандера рођен је 1715. године у Шпанији, у месту Хихон (Gijón), у провинцији Астуријас, а преминуо је 1783. године у главном граду Перуа, у Лими. Син је Хуста Карија (Justo Carrió) и Тересе Карењо де Аргвељес (Teresa Carreño de Argüelles), који су били припадници нижег племства. Родни крај и породицу напушта као двадесетогодишњак, када одлази у Мексико, где се задржао пуних пет година. Поред Мексика, посетио је и Гватемалу, Порторико и Санто Доминго. Године 1746. сели се у Лиму, где оснива своју резиденцију под заштитом трговца који се звао Фелипе Барба де Кабрера (Felipe Barba de Cabrera), а три године касније креће у обилазак Чилеа и области Рио де ла Плата. Како би постао део елите у Лими, одлучује да се ожени 1750. године Американком креолског порекла, Петронилом Матуте де Варгас и Мелгарехо (Petronila Matute de Vargas y Melgarejo), са којом је имао једно дете. Њени родитељи су били један богати и утицајни пар у Перуу. Породица Матуте је у наслеђу имала поседе у Кабилду (Cabildo) и у Лими, па су тако одржавали блиске односе са високим званичницима Перуа. Године 1752. Карио добија положај трговачког путника Ћилкеса и Маскеса (corregidor de Chilques y Masques), у надлежности Куска (Cuzco), као и Ајакућа и Апуримака (Ayacucho y Apurímac), а поред тога своје пословање проширује и на Ћаркас (Charcas) и Чиле. Недуго после тога почиње да обавља дужности градоначелника Минаса (Minas), као и помоћног представника имовине мртвих у Куску. Године 1762, поводом избијања рата између Шпаније и Енглеске, Карио ступа у војничко-племићки пук Лиме (Regimiento de caballería de nobles de Lima), формиран од стране вицекраља Мануела де Амата и Хунијента (Manuel de Amat y Junyent), чији је циљ била одбрана перуанске обале, и 1767. године га управо он шаље у Европу ради спровођења двеста језуита протераних из краљевства у ратном броду „Ел Перуано“. Управо приликом овог путовања Карио одлази у Шпанију и користи боравак како би рачуновођи Краљевске поште (Real Renta de Correos) затражио положај у комисији унутар поште у Хиспанској Америци. Као резултат ове молбе, 12. јануара 1771. године, министар Маркиз од Грималде (Marqués de Grimaldi) му додељује титулу повереника за реорганизацију поштанске службе од Буенос Ајреса до Лиме, што је обухватило и Монтевидео, Кордобу, Тукуман, Салту, Потоси, Ла Пас и Куско. У том послу је деловао са генералним администратором поште вицекраљевства, Хосеом Антонијом де Пандом (José Antonio de Pando). Убрзо, 17. фебруара, Карио креће на своје прво путовање у складу са новим послом и у луци Ла Коруња (La Coruña) пише наутичке новине, које су остале необјављене. Касније, од маја 1771. до јуна 1773. године посећује поштанске управе Монтевидеа, Буенос Ајреса, Кордобе, Тукумана, Салте, Потосија, Ћикисаке, Орура, Ла Паса и Куска, а како би овај задатак био обављен без превеликих потешкоћа, Суд му је доделио два нотара, два капетана и три роба. Овај задатак завршен је доласком у Лиму, 6. јуна 1773. године. Као резултат овог путовања, поред реорганизације поште, односно поштанских управа, настаје дело El Lazarillo de ciegos caminantes, необично штиво које представља класик хиспаноамеричке вицекраљевске књижевности.

## О „Водичу за слепе путнике”

### Време настанка дела
У Хиспанској Америци, као и у европским земљама, XVIII век представља век просветитељства (Ilustración). Иако оно прожима читаво стваралаштво овог раздобља, два најистакнутија правца која се јављају упоредо са њим били су рококо (Rococó) и неокласицизам (Neoclasicismo). За разлику од претходна два столећа, када је амерички континент био захваћен освајањима, колонизацијом, а потом и значајним развојем друштва и привреде захваљујући изобиљу природних ресурса, XVIII век доноси прве знаке кризе. Највећи проблем представљалo је успостављање врло споре комуникације са Шпанијом, као и све учесталије побуне Индијанаца и црних робова.
Просвећеност је оплеменила читаву културолошку слику тадашњег човечанства, која поприма филозофски и, пре свега, један општенаучни карактер. Долази до масовног отварања академија и библиотека и до цветања енциклопедијског садржаја, док се допринос фикције знатно смањује. У ово време многобројни хиспаноамерички писци су политички ангажовани и трагају за новим књижевним изразом, а на њихово делање утиче не само шпанска књижевност, већ и размишљања интелектуалаца из других земаља, међу којима предњачи утицај француских мислилаца, и то пре свега Волтера, Монтескјеа и Русоа.
Дело El Lazarillo de ciegos caminantes уско је повезано и са одликама неокласицизма, а то се потврђује већ у прологу, који јасно сведочи о томе да дело треба да буде истовремено и забавно и корисно, а идеалан начин да се то постигне, како наводи Овиједо, јесте да се напише нешто практично попут једног оваквог водича за путнике.

### Опште одлике дела
Најзначајније дело Алонса Карија де ла Вандере јесте дело El Lazarillo de ciegos caminantes, што се у српском језику преводи као „Водич за слепе путнике“. Живописан наслов књиге Овиједо објашњава следећим речима: „Водич је за путника исто што и један „ласариљо“ који усмерава слепе људе на прави пут и избавља их од опасности“.
Дело је инспирисано сатиричним делима шпанских писаца Франсиска де Кеведа (Francisco de Quevedo) и Дијега де Тореса Виљароела (Diego de Torres Villarroel). Наратор у првом лицу приповеда о свом двогодишњем путовању кроз Хиспанску Америку, пролазећи кроз градове попут Буенос Ајреса, Кордобе, Сантјага дел Естера, Сан Мигела дел Тукумана, Салте, Турихе и многих других, дајући притом детаљне описе предела и становништва на које наилази.
Сматрало се да је дело први пут објављено 1773. године у шпанском граду Хихону под скривеним околностима. Наиме, да би избегао критике власти и цензуру, што је признао у касније пронађеном писму од 24. априла 1776. године, Карио је ово дело објавио под псеудонимом свог писара, Индијанца Калиста Бустамантеа Карлоса Инке (Calixto Bustamante Carlos Inca), прозваног Конколоркорво, који га је пратио на путовању од Кордобе до Потосија, и тако пружио нетачне информације о аутору, издавачу и месту издања. Карио никада није добио званичну дозволу да објави своје дело будући да у Хихону у то време није постојала штампарија. Прво познато издање потиче из 1775. или 1776. године и штампано је у Лими. Критичари су доста дуго оспоравали ауторство Алонсу Карију и приписивали га његовом сапутнику. Кариове присталице наводе да је аутор несумњиво он, јер сматрају да је овакво дело могао написати само велики познавалац хиспаноамеричке културе, традиције и обичаја какав је био Карио, будући да је, као што је већ познато, већи део свог живота провео на административним позицијама у Перуу, Мексику и Аргентини. Као други аргумент критичари наводе Кариово високо образовање, истичу да је аутор морао бити учен човек и позивају се на његова претходно написана дела у прози, која, иако мање позната, ипак сведоче о ауторовом језику и стилу, као и тежњи ка цитирању класика светске књижевности. Напослетку, као аргумент наводи се још и коришћење елемената аутохтоно шпанског пикарског романа, као што су хумор, сатира и анегдота, што Кариово најпознатије дело повезује са делом El Lazarillo de Tormes. Тек у скорије време, након темељног изучавања ауторства „Водича за слепе путнике“, коначно је са сигурношћу утврђено да је његов творац Алонсо Карио де ла Вандера.
El Lazarillo de ciegos caminantes хибридно је дело које представља синтезу путописа, извештаја, хронике, кратких прича, костумбристичких описа и социолошких коментара. Ово дело има елементе најраније развијених прозних колонијалних врста. Дескриптивног и дидактичког је карактера са примесама критике. Представља изузетно значајан извор података о друштвеном, политичком, културном и религијском животу тадашње Хиспанске Америке. Ово дело је изузетно разнородне садржине и не може да се класификује ни у једну прозну врсту. Присутно је доста географских и демографских података, најразличитијих описа становника, њихових обичаја и средине у којој су живели. Садржи, између осталог, и описе путева кроз које наратор пролази на путу од Буенос Ајреса до Лиме, потешкоћа са којима се суочава на том путу, као и описе конкретних ситуација које могу задесити следећег путника који се ту буде нашао.
Карио брани Шпанце од оптужби Европљана да муче староседеоце и третирају их као робове. Штавише, староседеоце сматра слабима, невештима, бескориснима и идолопоклоницима. У приповедању се јављају цинизам, хумор, иронија, оштар однос према онима који нису шпански освајачи: према женама, црнцима, Индијанцима, местицима, мулатима и гаучима. Аутор покаткад замери нешто и шпанским властима, али далеко више осуђује начин живота аутохтоног становништва. Критикује и религију Индијанаца (пре свега жртвовање људи), па затим и хигијену, сексуалне навике и многе друге обичаје и свакодневне активности, које су врло експлицитно наведене: „[…] а њихови плесови се своде на мешање стомаком и куковима, врло нечасно, и то прате смешним гестовима, и замишљају забаву коју вештице суботом приређују ђаволу, а напослетку, забаве црнаца наликују забавама Индијанаца само по томе што све почињу и завршавају се пијанчењем“.
Ово дело послужило је као водич многим путницима и географима због конкретних описа и искустава из прве руке. Преведено је на многе језике, међутим, још увек не постоји превод на српски језик.

## Анализа дела: теме, мотиви, ликови, стил
Књига се састоји из XXVII поглавља подељених у два дела, при чему први део садржи првих десет, док други део почиње од једанаестог поглавља. Садржину дела чини веома хетерогена грађа — прецизни и статистички подаци о раздаљини између насеобина, подаци о наталитету и морталитету становништва, забелешке о градовима, поштама и заједницама. Тако је, на пример, читаво једанаесто поглавље посвећено описивању места Потоси и почиње следећим подацима: „Ово царско месташце основали су Шпанци на почетку освајања, […] становништво овог места и његове обале чине странци који долазе и одлазе, и који припадају различитим групама људи“.
Приповедање је у првом лицу и приповедач је поменути Конколоркорво, који описује ову руту и, између осталог, приповеда о својим искуствима током тог путовања. Прави наратор, онај који стоји иза Калиста и који, на неки начин, надзире приповедање јесте, такође већ поменути, Алонсо Карио де ла Вандера. Борељо сматра да је ауторство овог текста подељено на два поља. Једно би се односило на оне званичне информације и делове текста који су повезани с Кариовим послом и задатком, док би се све оно што је површно и шаљиво приписало Конколоркорву.
У описима личности из нижих друштвених слојева могу се уочити извесни пикарски елементи. Ови елементи са једне стране дозвољавају уношење духовите грађе, док са друге стране представљају негацију, одбојност и оштар однос Карија према нижем друштвеном слоју — домородачком становништву. Лик Карија у делу није уопште обрађен у оној мери у којој је то учињено са ликом Конколоркорва, који је свеприсутан и као лик и као наратор, кроз који Карио пројектује своја запажања, своје виђење друштва и критике истог. Кроз перспективу једног Шпанца тога доба видимо слику тадашњег америчког друштва, што би такође могло бити занимљиво током читања. Књига је богата елементима хумора и сатире, јер аутор описује догађаје на такав начин да дело буде погодно за читање, иако обилује детаљима и бројним описима који би посебно били од великог значаја за потенцијалне путнике.
Главна одлика овакве писане форме јесте употреба непосредног говора током писања књиге, док је сам текст у великој мери лексички обогаћен. Наиме, иако је аутор Шпанац, језик који употребљава је нека врста документације ондашњег говора Кастиљанаца на америчком тлу. Дело је написано слободним стилом и читањем књиге се може уочити управо та слобода изражавања аутора, док је у говор, поред вулгаризама и архаизама, укључена и терминологија многих области, пре свега оних које се користе у радној индустрији и друштвеној заједници. Садржан је и известан део аутохтоних говора који у основи садрже језик кећуа (quechua) и науа (nauha). Оно што је такође врло упечатљиво за Карија јесте употреба изрека као додатног елемента, којим аутор, заједно уз употребу фраза из латинског језика, на један отмен и сатиричан начин жели да скрене пажњу на своју начитаност и ученост. Ту чињеницу поткрепљује, између осталог, и цитат на латинском језику који се налази на почетку и на крају текста књиге: „Canendo et ludendo refero (retuli) vera“.
Књига обилује лексиком и терминима и из подручја економије, будући да аутор говори о приходима, расходима, инвестицијама, транспорту и роковима. Заступљеност галицизама сведочи о томе да су француска култура и језик имали велики утицај како на Шпанију тако и на Хиспанску Америку тога доба.